# فرودگاه باسکو
فرودگاه باسکو (به انگلیسی: Basco Airport) (به زبان بومی: Paliparan ng Basco) یک فرودگاه همگانی مسافربری با کد یاتا BSO است که یک باند فرود آسفالت دارد و طول باند آن ۱۲۵۰ متر است. این فرودگاه در کشور فیلیپین قرار دارد و در ارتفاع ۸۹ متری از سطح دریا واقع شده‌است.

## شرکت‌های هواپیمایی و مقصدهای پروازی
| شرکت‌های هواپیمایی                      | مقصدهای پروازی                               |
| -------------------------------------- | -------------------------------------------- |
| AirSWIFT                               | نینوی آکوئینو                                |
| Northsky Air                           | ایتبایات، تاگیگارائو                         |
| فیلیپین ایرلاینز اجرا توسط PAL Express | کلارک (آغاز از ۱ اکتبر ۲۰۱۷) , نینوی آکوئینو |
| Sky Pasada                             | Binalonan تاگیگارائو                         |
| اسکای‌جت                                | نینوی آکوئینو                                |